# Havaner lebn
Havaner lebn (em iídiche:  האװאנער לעבּן, 'Havana Life'), conhecido em espanhol como Vida Habanera, foi um jornal em iídiche e espanhol publicado em Havana, Cuba 1932–1960. A primeira edição saiu em 11 de novembro de 1932. Foi o primeiro jornal judeu comercial do país com maior duração. Era a principal publicação da comunidade judaica Ashkenazi no país na época.

## História
Havaner lebn foi fundada por Elieser Aronowsky, Oscar Pinis e Carlos Shwarzapel. Durante seus primeiros anos, saiu semanalmente. Pinis foi o editor da Havaner lebn 1932–1935. Sender Meyer Kaplan tornou-se o editor da Havaner lebn em 1935. Ele foi auxiliado por Abraham J. Dubelman, que atuou como coeditor do jornal. Os autores do jornal eram geralmente do sexo masculino.
O jornal trazia anúncios de empresas judaicas. Havaner lebn publicou um almanaque anual, que se tornou uma fonte chave sobre a história da comunidade judaica em Cuba para este período.
Em 1936, os ataques ao Havaner lebn foram divulgados nos órgãos de imprensa de José Ignacio Rivero, que acusou o jornal de ser esquerdista e anticubano. Como resultado, Kaplan foi preso e detido por quatro semanas.
A partir de 1937 passou a ser publicado duas vezes por semana. Tornou-se uma publicação bilíngue (iídiche/espanhol) na década de 1950.
A última edição foi publicada em 31 de dezembro de 1960. Muitas das empresas que anunciavam no jornal haviam sido nacionalizadas e não pagariam mais as contas dos anúncios encomendados. Tanto Kaplan quanto Dubelman migraram para Miami, Estados Unidos pouco depois.